# Меч, обагрённый королевской кровью (фильм, 1981)
«Меч, обагрённый королевской кровью» (англ. The Sword Stained with Royal Blood, кит. трад. 碧血劍, упр. 碧血剑, палл. Би сюэ цзянь) — гонконгский драматический боевик 1981 года, снятый режиссёром Чжан Чэ на киностудии братьев Шао. Экранизация романа Цзинь Юна «Меч, покрытый бирюзовой кровью». В центре сюжета — молодой парень, который становится участником разборок между двумя враждующими кланами.

## Сюжет
Немой слуга спасает малыша генерала Юаня, когда на военного нападают и убивают люди Цин. Он доставляет ребёнка к даосу Му из клана Хуашань, где он впоследствии растёт, изучая боевые искусства.
Юань Чэнчжи находит меч и ящик, содержащий послание от некоего Ся Сюэи из Хуашаня с просьбой захоронить его тело. Там же парень обнаруживает карту сокровищ с указанием передать золото Вэнь И. Чэнчжи через своего слугу передаёт меч своему мастеру.
Разыскивая Вэнь И, Чэньчжи встречает девушку по имени Цинцин, притворяющуюся мужчиной, в ресторане, где помогает ей отбиться от банды, жаждущей заполучить её золото. В благодарность за помощь Цинцин отдаёт половину золота спасителю. Когда юноша пытается вернуть подаренное, то сталкивается с её усыновлённым двоюродным братом Вэнь Чжэном. Их большая семья живёт во главе с дедушкой Вэнь Фаншанем, и Чжэн ревнует из-за любви к Цинцин.
Когда члены семьи Лунъюй приходят предъявить право на золото и обвиняют в его краже Цинцин, Чэнчжи понимает, что гости из его клана Хуашань. Они не верят в слова парня о том, что он ученик даоса Му, поэтому он демонстрирует свои боевые умения, после чего получает признание. При этом Вэнь Фаншань замечает, что юноша показывает приёмы, не свойственные их клану, и решает проверить его. Испытуемый сначала сражается без оружия, а затем с мечом и саблей, с лёгкостью одолевая соперников, включая и самого Фаншаня.
Выясняется, что на протяжении долгих лет клан Вэнь разыскивал Ся Сюэи. Мать Цинцин, Вэнь И, теряет сознание, когда узнаёт о смерти Сюэи, поскольку он был отцом её дочери, чем сильно недоволен глава клана. Прежде, чем уйти, Чэнчжи и Цинцин становятся названными братьями. После его возвращения Цинцин надевает платье, тем самым давая понять ему, что она девушка. Чэнчжи также рассказывают, что Сюэи убил много людей из их клана, так как когда-то Вэнь Наньян виновен в смерти его отца, и похитил Вэнь И. Впоследствии она влюбилась в похитителя, и после их совместной ночи она забеременела. На следующее утро люди Вэнь схватили, усыпили и искалечили Сюэи.
Теперь два клана бьются за золото, и Чэнчжи сражается с семьёй Вэнь, а меч Сюэи, вовремя переданный ему слугой, помогает парню. В конце концов всё семейство Вэнь уничтожено, кроме его главы, потерявшего ногу. Чэнчжи и Цинцин забирают золото и уходят.

## В ролях
| Актёр/актриса | Имя персонажа        | Актёр/актриса | Имя персонажа   |
| ------------- | -------------------- | ------------- | --------------- |
| Го Чжуй       | Юань Чэнчжи          | Чжао Го       | Цуй Симинь      |
| Вэнь Сюээр    | Вэнь Цинцин          | Лэй Саукхэй   | Му Жэньцин      |
| Цзян Шэн      | Вэнь Чжэн            | Вон Чхинхо    | даос Му Сан     |
| Ван Ли        | Вэнь Фаншань         | Лай Мин       | Вэнь Фанъи      |
| Лу Фэн        | Вэнь Наньян          | Цян Хань      | Вэнь Фанъу      |
| Цзин Ли       | Вэнь И               | У Ханшэн      | Вэнь Фанши      |
| Лун Тяньсян   | Золотой Змей Ся Сюэи | Лам Читхай    | член семьи Вэнь |
| Чжу Кэ        | Вэнь Фан             | Ван Хуа       | немой           |
| Чю Тхитво     | Хуан Чжэнь           | Вань Сёнлам   | Ша              |
| Гуань Фэн     | Вэнь Фанда           | Нгай Тхимчхой | Юань Чунхуань   |
| Юй Тайпин     | Вэнь Бэйян           | Лян Яовэнь    | Вэнь Чжунъян    |
| Сяо Юй        | Мэй Цзяньхэ          | Чань Хун      | член семьи Вэнь |
| Чён Люньфай   | Сунь Чжунцзюнь       | Юнь Чилок     | член семьи Вэнь |
| Чжань Сэнь    | Жун Цай              |               |                 |

## Кассовые сборы
Кинотеатральный прокат фильма в Гонконге проходил с 4 по 12 марта 1981 года. За девять дней сборы фильма составили 1 421 617 HK$.

## Критика
Борис Хохлов в рецензии на сайте Hong Kong Cinema называет картину «прямолинейной, предельно серьёзной уся-драмой», в которой сюжетные повороты и сцены действия равномерно распределены, и хвалит сюжетный аспект за насыщенность, хотя отмечает, что структура из двух актов не оказывает положительного воздействия на восприятие.
Билл Палмер, Карен Палмер и Рик Мейерс в книге The Encyclopedia of Martial Arts Movies отмечают хореографию боевых сцен: по их мнению, она получилась «особенно интересной».